# Sloveniens alpina museum
Sloveniens alpina museum (slovenska: Slovenski planinski muzej), är ett bergsklättringsmuseum i Mojstrana, Slovenien, invigt 2010 av Sloveniens dåvarande president Danilo Türk. Museet, som ligger vid entrén till Nationalparken Triglav, bygger på en samling som skapades av två bergbestigare  år 1984.
År 2016 tilldelades museet Albert Mountain Award av schweiziska "King Albert I Memorial Foundation".